# Parafia św. Marii Magdaleny w Młodowie
Parafia św. Marii Magdaleny w Młodowie – parafia rzymskokatolicka znajdująca się w dekanacie Lubaczów, w diecezji zamojsko-lubaczowskiej. 
Parafia erygowana została w 1987 roku, dekretem ówczesnego administratora apostolskiego polskiej części archidiecezji lwowskiej z siedzibą w Lubaczowie, biskupa Mariana Jaworskiego. 
Do parafii należą wierni z Karolówki i Młodowa.
Liczba parafian: 1050.

## Proboszczowie parafii
Źródło:
- ks. Wiesław Banaś (1987 - 1992)
- ks. Ryszard Wróbel (1992 - 1994)
- ks. Mieczysław Kornaga (1994 - 2000)
- ks. Julian Leńczuk (2000 - 2007)
- ks. Jan Semeniuk (2007 - 2015)
- ks. Sławomir Szewczak (2016 - )